# Wolica (powiat bocheński)
Wolica – wieś w Polsce położona w województwie małopolskim, w powiecie bocheńskim, w gminie Łapanów.
| SIMC    | Nazwa     | Rodzaj    |
| ------- | --------- | --------- |
| 0823925 | Łysa Góra | część wsi |
| 0823931 | Podwolica | część wsi |
| 0823948 | Przylaski | część wsi |
| 0823954 | Za Dębiną | część wsi |

W latach 1975–1998 miejscowość należała administracyjnie do województwa tarnowskiego.
Miejscowość położona jest na Pogórzu Wiśnickim w dolinie rzeki Stradomka, naprzeciwko miejsca, gdzie uchodzi do niej potok Tarnawka. Przez Wolicę biegnie droga łącząca Łapanów z Kępanowem, oraz odchodząca od niej droga łącząca Łapanów z Lubomierzem.

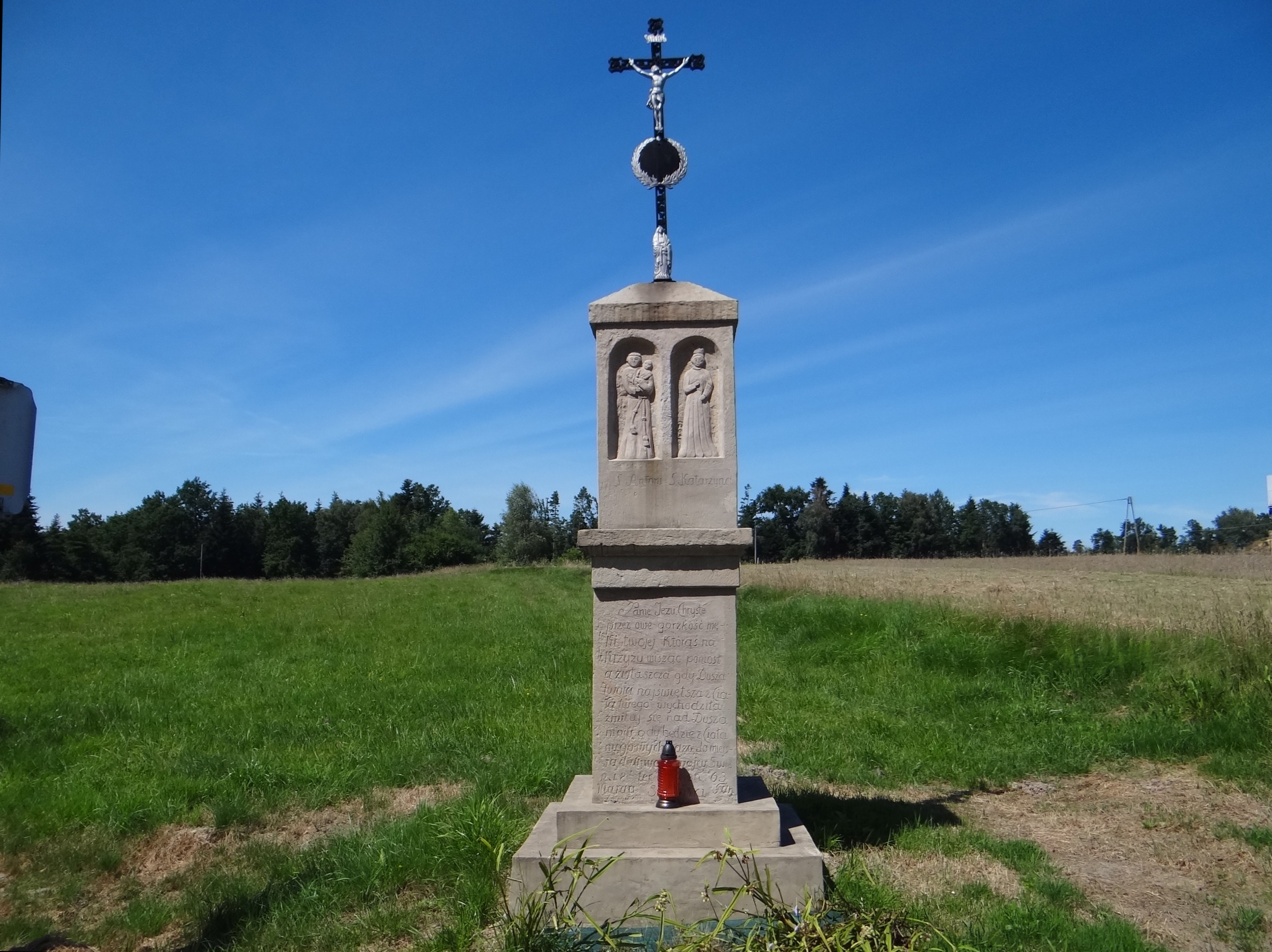
Przydrożna figurka

## Urodzeni w Wolicy
- Stefan Lgocki – polski działacz niepodległościowy, kapitan piechoty rezerwy Wojska Polskiego, kawaler Orderu Virtuti Militari, poseł na Sejm w II RP[6].